# Gonzalo di Borbone-Spagna
Gonzalo di Borbone-Spagna (nome completo: Gonzalo Manuel María Bernardo Narciso Alfonso Mauricio) (Madrid, 24 ottobre 1914 – Pörtschach am Wörther See, 13 agosto 1934) fu un infante di Spagna, in quanto figlio del re Alfonso XIII di Spagna e della regina Vittoria Eugenia di Battenberg.

## Biografia

### Infanzia ed educazione

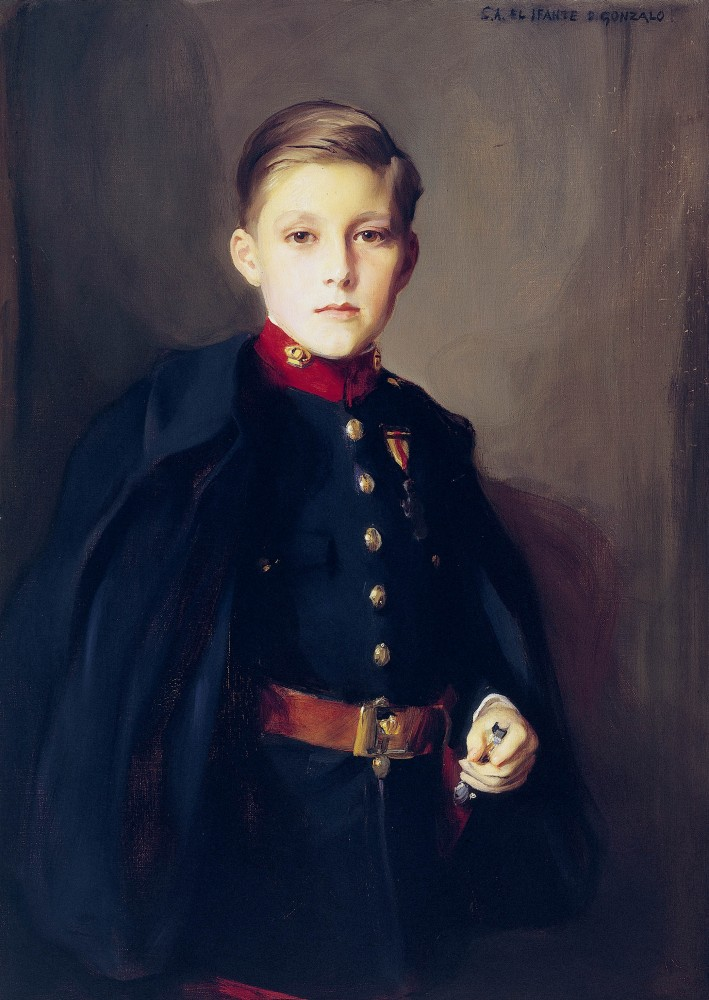
Ritratto dell'infante Gonzalo di Spagna di Philip de László, 1926

Gonzalo nacque il 24 ottobre 1914 al Palazzo reale di Madrid. L'infante era l'ultimogenito di Alfonso XIII di Spagna e della regina Vittoria Eugenia di Battenberg.
Avrebbe dovuto avere come padrino lo zio Maurizio di Battenberg, da cui prese l'ultimo nome, ma questi morì, poco prima della cerimonia, nella prima guerra mondiale. Venne istruito e visse l'infanzia dentro il Palazzo reale, poiché aveva ereditato l'emofilia dalla famiglia materna (problematica non ampiamente riconosciuta in Spagna durante la sua vita); soffrì sempre di svariate debolezze fisiche, aumentate dalla sua passione per gli sport. Entrato nominalmente nel Corpo dei Genieri dell'esercito spagnolo, a quattordici anni fu creato cavaliere del ramo spagnolo dell'Ordine del Toson d'oro.

### Esilio e morte
Il 14 aprile 1931 seguì la madre nell'esilio; studiò così ingegneria all'università cattolica di Lovanio, anziché a quella di Madrid come era stato stabilito.
Nell'agosto 1934 Gonzalo passava le vacanze estive con la famiglia nella villa del conte Ladislaus Hoyos a Pörtschach am Wörther See in Austria.
La sera dell'11 agosto Gonzalo e sua sorella, l'infanta Beatrice, stavano tornando in macchina da Klagenfurt a Pörtschach; vicino a Krumpendorf am Wörthersee Beatrice, alla guida, fu costretta a sterzare per evitare un ciclista, il barone Neimans, e l'automobile andò contro un muro.
Né Gonzalo né Beatrice sembravano essersi feriti e tornarono alla loro villa, ma alcune ore dopo fu chiaro che il principe aveva in atto una devastante emorragia addominale interna e, poiché aveva un cuore debole, un'operazione era da escludere; morì due giorni dopo. Sepolto dapprima nel cimitero di Pörtschach, con il ritorno della monarchia in Spagna venne definitivamente tumulato nel Pantheon dei Principi all'Escorial.

## Ascendenza
|                                    |                    |                                       | Genitori                                   |  |  | Nonni |  |  | Bisnonni                             |  |  | Trisnonni                            |  |
|                                    |                    |                                       |                                            |  |  |       |  |  | Francesco d'Assisi di Borbone-Spagna |  |  | Francesco di Paola di Borbone-Spagna |  |
|                                    |                    |                                       |                                            |  |  |       |  |  | Francesco d'Assisi di Borbone-Spagna |  |  | Francesco di Paola di Borbone-Spagna |  |
|                                    |                    | Luisa Carlotta di Borbone-Due Sicilie |                                            |  |  |       |  |  | Francesco d'Assisi di Borbone-Spagna |  |  |                                      |  |
| Alfonso XII di Spagna              |                    |                                       |                                            |  |  |       |  |  | Francesco d'Assisi di Borbone-Spagna |  |  |                                      |  |
|                                    |                    | Isabella II di Spagna                 | Ferdinando VII di Spagna                   |  |  |       |  |  |                                      |  |  |                                      |  |
|                                    |                    | Isabella II di Spagna                 | Ferdinando VII di Spagna                   |  |  |       |  |  |                                      |  |  |                                      |  |
|                                    |                    | Isabella II di Spagna                 | Maria Cristina di Borbone-Due Sicilie      |  |  |       |  |  |                                      |  |  |                                      |  |
| Alfonso XIII di Spagna             |                    | Isabella II di Spagna                 |                                            |  |  |       |  |  |                                      |  |  |                                      |  |
|                                    |                    | Carlo Ferdinando d'Asburgo-Teschen    | Carlo d'Asburgo-Teschen                    |  |  |       |  |  |                                      |  |  |                                      |  |
|                                    |                    | Carlo Ferdinando d'Asburgo-Teschen    | Carlo d'Asburgo-Teschen                    |  |  |       |  |  |                                      |  |  |                                      |  |
|                                    |                    | Carlo Ferdinando d'Asburgo-Teschen    | Enrichetta di Nassau-Weilburg              |  |  |       |  |  |                                      |  |  |                                      |  |
| Maria Cristina d'Asburgo-Teschen   |                    | Carlo Ferdinando d'Asburgo-Teschen    |                                            |  |  |       |  |  |                                      |  |  |                                      |  |
|                                    |                    | Elisabetta Francesca d'Asburgo-Lorena | Giuseppe Antonio Giovanni d'Asburgo-Lorena |  |  |       |  |  |                                      |  |  |                                      |  |
|                                    |                    | Elisabetta Francesca d'Asburgo-Lorena | Giuseppe Antonio Giovanni d'Asburgo-Lorena |  |  |       |  |  |                                      |  |  |                                      |  |
|                                    |                    | Elisabetta Francesca d'Asburgo-Lorena | Maria Dorotea di Württemberg               |  |  |       |  |  |                                      |  |  |                                      |  |
| Gonzalo di Borbone-Spagna          |                    | Elisabetta Francesca d'Asburgo-Lorena |                                            |  |  |       |  |  |                                      |  |  |                                      |  |
|                                    | Alessandro d'Assia | Luigi II d'Assia                      |                                            |  |  |       |  |  |                                      |  |  |                                      |  |
|                                    | Alessandro d'Assia | Luigi II d'Assia                      |                                            |  |  |       |  |  |                                      |  |  |                                      |  |
|                                    | Alessandro d'Assia | Guglielmina di Baden                  |                                            |  |  |       |  |  |                                      |  |  |                                      |  |
| Enrico di Battenberg               | Alessandro d'Assia |                                       |                                            |  |  |       |  |  |                                      |  |  |                                      |  |
|                                    |                    | Julia von Hauke                       | Hans Moritz von Hauke                      |  |  |       |  |  |                                      |  |  |                                      |  |
|                                    |                    | Julia von Hauke                       | Hans Moritz von Hauke                      |  |  |       |  |  |                                      |  |  |                                      |  |
|                                    |                    | Julia von Hauke                       | Sophie Lafontaine                          |  |  |       |  |  |                                      |  |  |                                      |  |
| Vittoria Eugenia di Battenberg     |                    | Julia von Hauke                       |                                            |  |  |       |  |  |                                      |  |  |                                      |  |
|                                    |                    | Alberto di Sassonia-Coburgo-Gotha     | Ernesto I di Sassonia-Coburgo-Gotha        |  |  |       |  |  |                                      |  |  |                                      |  |
|                                    |                    | Alberto di Sassonia-Coburgo-Gotha     | Ernesto I di Sassonia-Coburgo-Gotha        |  |  |       |  |  |                                      |  |  |                                      |  |
|                                    |                    | Alberto di Sassonia-Coburgo-Gotha     | Luisa di Sassonia-Gotha-Altenburg          |  |  |       |  |  |                                      |  |  |                                      |  |
| Beatrice di Sassonia-Coburgo-Gotha |                    | Alberto di Sassonia-Coburgo-Gotha     |                                            |  |  |       |  |  |                                      |  |  |                                      |  |
|                                    |                    | Vittoria del Regno Unito              | Edoardo Augusto di Hannover                |  |  |       |  |  |                                      |  |  |                                      |  |
|                                    |                    | Vittoria del Regno Unito              | Edoardo Augusto di Hannover                |  |  |       |  |  |                                      |  |  |                                      |  |
|                                    |                    | Vittoria del Regno Unito              | Vittoria di Sassonia-Coburgo-Saalfeld      |  |  |       |  |  |                                      |  |  |                                      |  |
|                                    |                    | Vittoria del Regno Unito              |                                            |  |  |       |  |  |                                      |  |  |                                      |  |